# Девица (Острогожский район)
Девица — село в Острогожском районе Воронежской области.
Административный центр Девицкого сельского поселения.

## География

### Улицы
| - ул. 1 Мая - ул. Беговая - ул. Бежко - ул. Комсомольская - ул. Космонавтов - ул. Ленина | - ул. Луговая - ул. Октябрьская - ул. Приречная - ул. Садовая - ул. Фрунзе - ул. Шкунова | - пер. Ветрука - пер. Первомайский - пер. Полевой |

## История
Название «Девица» имеет корни, уходящие в глубь веков и относится к девам-воительницам на Дону. Память о живших в этих
местах амазонках народ сберёг в позднейших топонимах. Существует легенда о том, что древние славяне, населявшие Подонье вплоть до X века, называли здешнюю реку «Перуницей», в честь славянской богини, дочери-молнии Перуна. Это название бытовало до XVII века, начала заселения края (первое упоминание о Девице содержится в «Дозорной книге» 1615 года). В связи с тем, что со стороны христиан было гонение на всё языческое, река была переименована в «Девицу». Это название встречается вплоть до Октябрьской революции.
В селе находится церковь Рождества Христова — православный храм Россошанской и Острогожской епархии Воронежской митрополии.
В 2019 году Донская археологическая экспедиция Института археологии РАН произвела раскопки скифских могильников недалеко от села, в которых были найдены останки женщин похороненных с воинскими принадлежностями.

## Население
| 1859 | 1897  | 2000  | 2005 | 2010 |
| ---- | ----- | ----- | ---- | ---- |
| 1328 | ↗2043 | ↘1060 | ↘951 | ↘822 |

Здесь родились:
- Зачеславских, Василий Никифорович — Герой Советского Союза;
- Гаршин, Иван Порфирьевич — полный кавалер ордена Славы.